# Friedrich Torberg
Friedrich Torberg, vlastním jménem Friedrich Ephraim Kantor-Berg (16. září 1908, Vídeň – 10. listopadu 1979, tamtéž) byl rakouský a československý spisovatel, novinář, scenárista a vydavatel.

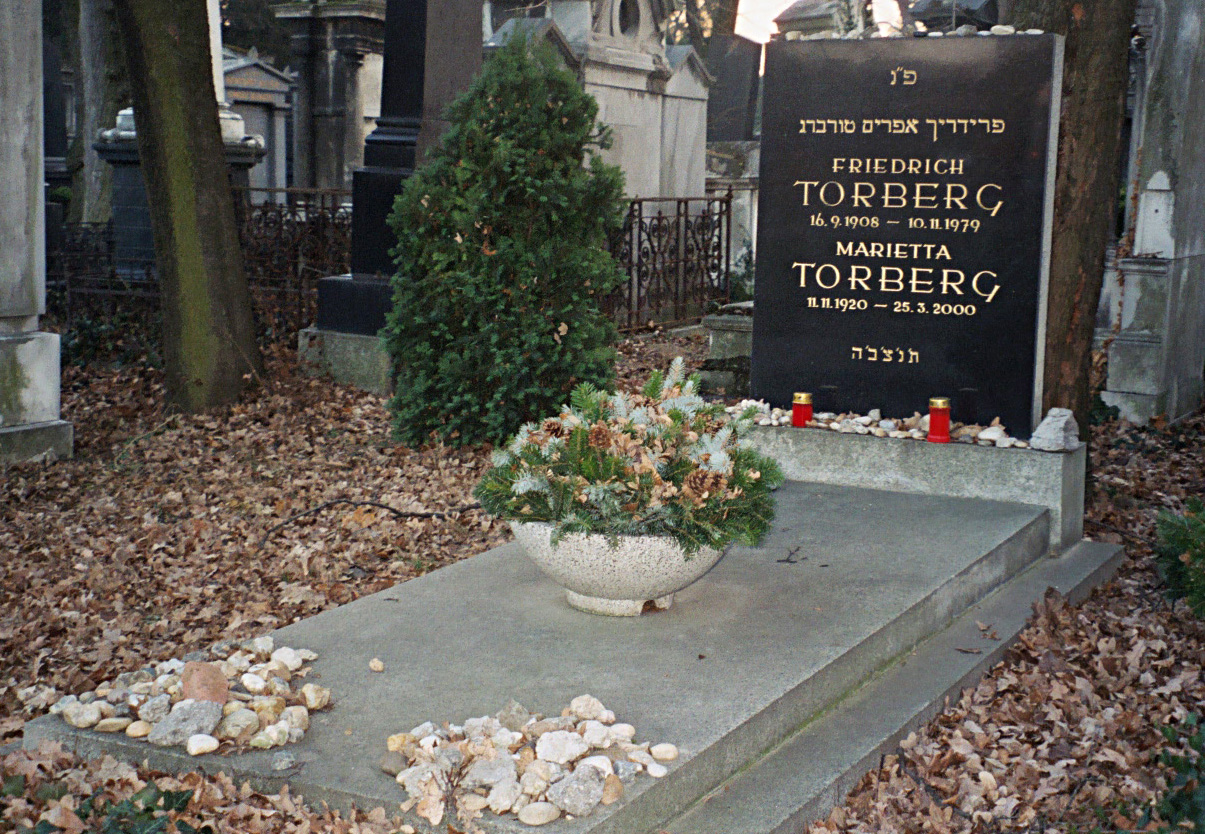
Hrob Friedricha Torberga ve Vídni (Wiener 'Zentralfriedhof')

Psal německy, v českém překladu vyšly jeho knihy Student Gerber maturoval, Teta Joleschová aneb Zánik západní civilizace v židovských anekdotách a Teta Joleschová a dědicové. Byl významným překladatelem knih Ephraima Kishona do němčiny, v poválečném Rakousku působil také jako vydavatel časopisu FORVM a literární kritik. Pseudonym „Torberg“ si vytvořil kolem roku 1930, když začínal publikovat, z poslední slabiky svého příjmení „Kantor“ a z rodného příjmení své matky „Berg“.

## Život

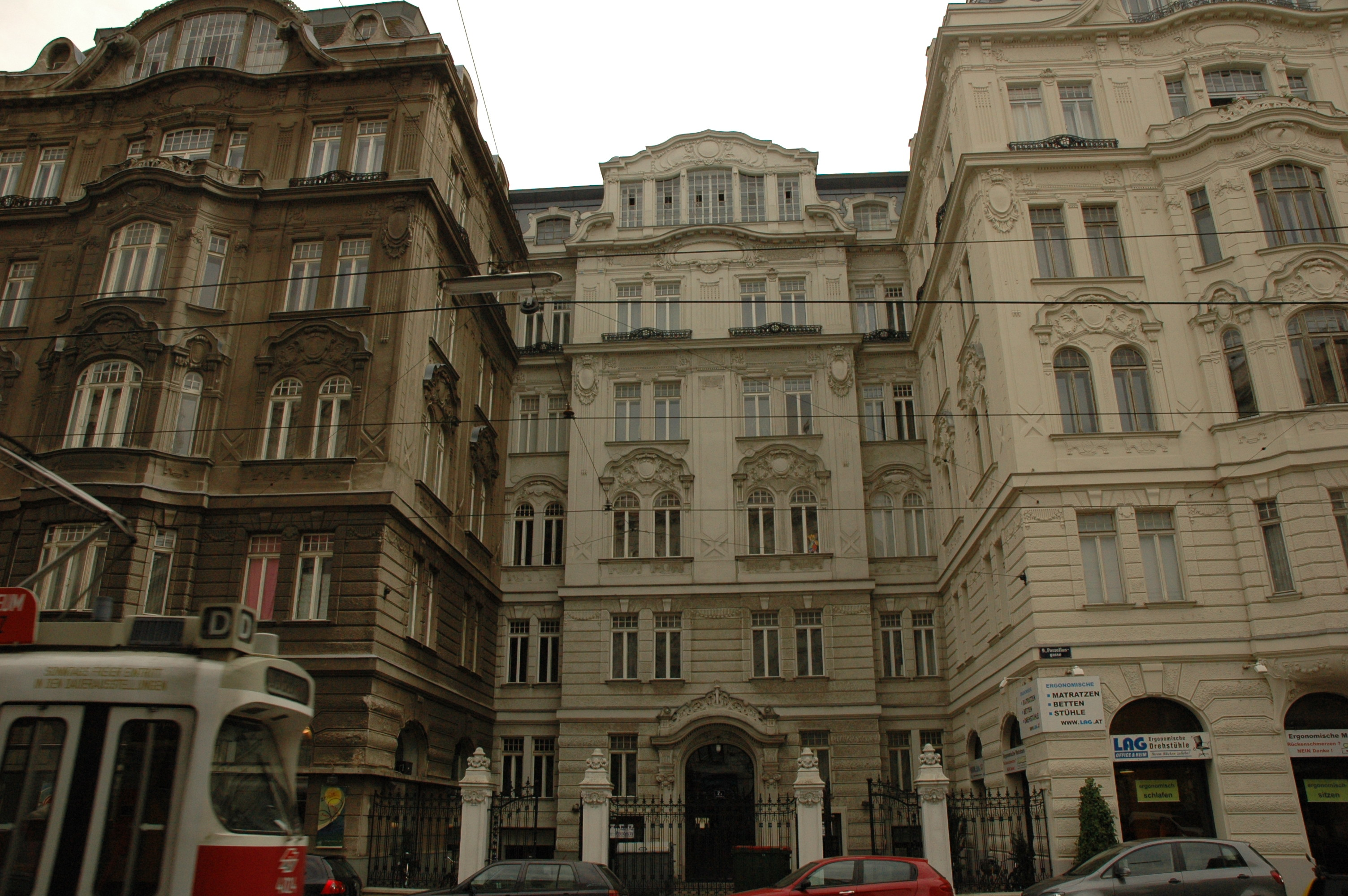
Jeho rodný dům ve Vídni (Porzellangasse 7a, Wien-Alsergrund)

Torberg pocházel z pražské německo-židovské rodiny. Jeho otec Alfred Kantor (1874–1931) odešel do Vídně jako zástupce pražské likérky a poznal zde svoji ženu, Therese Berg, s níž se oženil koncem roku 1900. Torbergova matka a jeho starší sestra Sidonie („Sidi“) (1902–1941) byly 3. listopadu 1941 deportovány do ghetta v Lodži, kde zahynuly. Jeho mladší sestra Ilse Daus („Sili“) emigrovala do Palestiny a stala se ilustrátorkou dětských knih. S hudebním skladatelem Avrahamem Dausem měla dvě dcery.
Friedrich se narodil ve Vídni v Porzellangasse 7a. Vystudoval reálné gymnázium. Hrál vodní pólo za SC Hakoah Wien. V roce 1921 se rodina vrátila do Prahy a Friedrich se stal v roce 1924 československým státním občanem (do roku 1945). V roce 1927 složil maturitu na německém reálném gymnáziu v Praze.
Od téhož roku spolupracoval s pražským německým tiskem (též Prager Tagblatt), psal sportovní reportáže a divadelní kritiky. Přátelil se s Egonem Erwinem Kischem, Alfredem Polgarem a Josephem Rothem. Ve Vídni byl pravidelným hostem v Café Herrenhof, kde se potkával s Hermannem Brochem, Robertem Musilem a Franzem Werfelem.
V roce 1928 začal studovat na pražské německé univerzitě, nejprve filozofii, později práva. Po třech semestrech ale studium přerušil. V témže roce se stal významným aktérem československého finále ve vodním pólu, když střelil za vítězné mužstvo Hagibor Praha obě branky. Své zkušenosti a zážitky jako hráče vodního póla využil později v románu Die Mannschaft. Roman eines Sportlebens (1935).
V roce 1929 pracoval jeden rok jako volontér u Leipziger Tagblatt a střídal pobyty mezi Lipskem, Vídní a Prahou. Spolupracoval s týdeníkem Selbstwehr a v roce 1935 s novinami německých emigrantů v Praze Prager Mittag.
S pomocí Maxe Broda se v roce 1930 stal úspěšným debutujícím autorem. Jeho Der Schüler Gerber hat absolviert byl během jednoho roku přeložen do sedmi jazyků. Tento úspěch mu zajistil vstup do pražské německé literární scény.
V březnu 1938, v době anšlusu Rakouska k Německé říši, se náhodou zdržoval právě v Praze. Kvůli svému židovskému původu se rozhodl emigrovat a 20. července zamířil do Curychu. Na jaře 1939 mu ale není prodlouženo povolení k pobytu, odjel proto do Paříže, aby předešel svému vyhoštění. Léto strávil na Francouzské riviéře, v momentě vyhlášení druhé světové války nebyl jako československý občan internován.
V říjnu 1939 se připojil k Československé exilové armádě. Během výcviku se u něj projevila srdeční vada, pracoval sice zpočátku v kanceláři, ale po sedmi měsících je pro neschopnost služby z armády propuštěn.
12. července 1940, dva dny před obsazením Paříže, opustil společně s Oskarem Karlweisem s platnými osobními dokumenty město a zamířil ke španělské hranici, kterou překročil třicet dní před uzavřením hranic německými jednotkami. Přes Porto se dostal do Lisabonu, kde usiloval o povolení vstupu do USA. Přestože ho newyorský PEN-Club pozval jako jednoho z „deseti vynikajících německých spisovatelů-antinacistů“ (spolu s Heinrichem Mannem, Franzem Werfelem a dalšími) do Spojených států, podařilo se mu získat vízum až po několika týdnech. Evropu opustil 9. října 1940.
V americké emigraci působil zpočátku v Hollywoodu, pracoval jako scenárista pro MGM a Warner Brothers (podobně jako Lion Feuchtwanger, Heinrich a Thomas Mannové, Bertolt Brecht a další). Velmi přátelský vztah tehdy navázal s Franzem Werflem a jeho ženou Almou. V roce 1944 se přesunul do New Yorku, kde s přítelem Williamem S. Schlammem připravoval německou verzi časopisu Time. Od začátku roku 1945 pracoval jako překladatel a žurnalista na volné noze. V prosinci se oženil s Mariettou Bellakovou a v témže roce získal americké občanství.
Roku 1951 se vrátil do Vídně, kde strávil zbytek života. Je pochován ve Vídni na hřbitově Wiener Zentralfriedhof v sousedství Arthura Schnitzlera.

## Vybraná díla
- Der Schüler Gerber hat absolviert (1930) (román s autobiografickými prvky – příběh studenta gymnázia pronásledovaného tyranským učitelem); později byl vydáván s dnes běžnějším titulem Der Schüler Gerber. Vyšel slovensky roku 1933 pod titulem Žiak Gerber zmaturoval, přeložil Šaňo Ferenc, česky jako Student Gerber maturoval roku 1938 v překladu Ladislava Drůbka.
- …und glauben, es wäre die Liebe (1932)
- Süsskind von Trimberg. Román. Fischer, Frankfurt am Main 1972, ISBN 3-10-079002-2 (fiktivní životopis)
- Die Tante Jolesch oder der Untergang des Abendlandes in Anekdoten (1975) (sbírka krátkých humorných příběhů a anekdot z prostředí židovské komunity v předválečné Vídni a Praze a v emigraci. Česky jako Teta Joleschová, aneb Zánik evropské kultury v anekdotách. Praha: Český spisovatel, 1994. Přeložil Hanuš Karlach.)
- Die Erben der Tante Jolesch (1978) (pokračování předchozího titulu; česky jako Teta Joleschová a dědicové. Praha, Litomyšl: Paseka, 2012. Přeložila Eva Pátková.)